# Air Antwerp
Air Antwerp était une compagnie aérienne belge basée à l'aéroport d'Anvers.

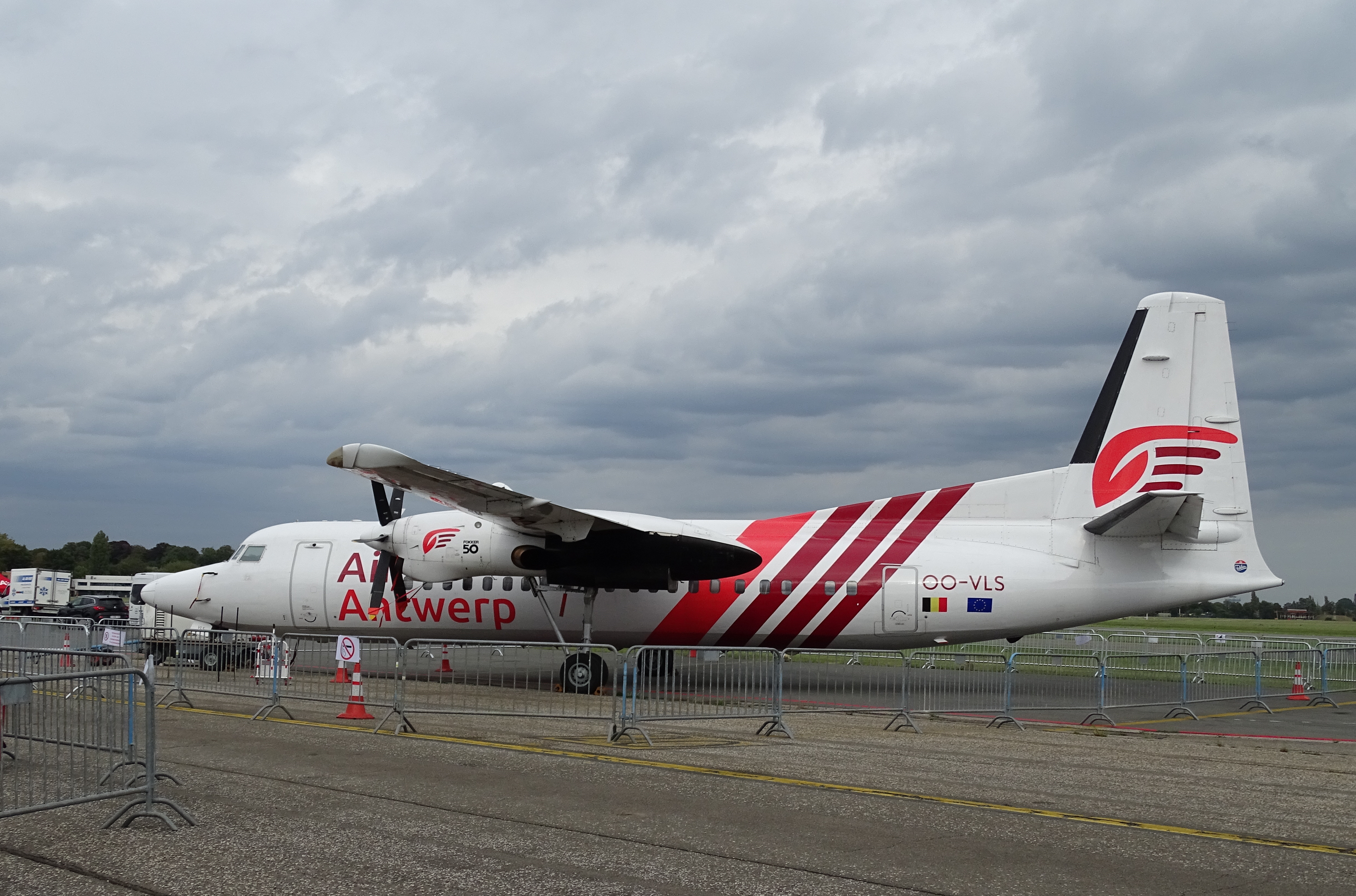
Fokker F50 d'Air Antwerp (OO-VLS)

## Histoire
Air Antwerp a été créée en mai 2019 et était détenue à 75 % par CityJet et à 25 % par la KLM. Le 11 juin 2021, à la suite de l'arrêt des voyages lié à la pandémie de COVID-19, elle annonce la fin de ses opérations aériennes

## Destinations
Belgique
- Anvers (base)

 Royaume-Uni
- Londres-City

## Flotte
En août 2019, la flotte d'Air Antwerp était composée de :
| Type       | En service | En commande | Immatriculation | Sièges | Remarques |
| ---------- | ---------- | ----------- | --------------- | ------ | --------- |
| Fokker F50 | 1          | 0           | OO-VLS          | 50     |           |